# Portretul lui Père Paul
Portretul lui Père Paul, cunoscut și sub numele de Monsieur Paul sau Bucătarul este o pictură în ulei pe pânză realizată în 1882 de pictorul francez Claude Monet.
Face parte din colecțiile expuse la Österreichische Galerie Belvedere din Viena, Austria.

## Descriere
Monet a pictat un portret al bucătarului Paul Antoine Graff purtând pălăria și jacheta albă de bucătar. În partea inferioară a tabloului, figura se estompează în fundalul gri deschis, rezultând o compoziție de formă ovală. Monsieur Paul are capul întors spre umărul drept și privește în direcția marginii stângi a tabloului. Ochii săi întunecați nu se concentrează asupra a ceva anume și par să privească doar în fața sa, în gol. Barba sa gri și neagră face parte din înfățișarea sa și aproape că acoperă bărbia proeminentă și gura cu buzele închise. Fața brăzdată a fost pictată de Monet cu tușe puternice de pensulă, iar nasul a fost subliniat printr-o nuanță mai pronunțată a acelorași culori. Criticul de artă Melissa MacQuillan vede în chipul acestuia mândria și fermitatea caracterului său.
Monet a descris tabloul ca fiind o esquisse curieuse (schiță curioasă). Monet a creat un tablou plin de vivacitate prin pălăria înclinată, barba scrobită și trăsăturile caracteristice ale feței. A folosit o schemă de culori inteligentă, în care barba închisă la culoare construiește un contrast cu hainele albe și în care culoarea roșiatică și brună a pielii este complementară nuanțelor de gri-albastru deschis ale fundalului. Tabloul este semnat clar cu „Claude Monet 82” în colțul din dreapta sus.

## Portretul unei gazde
Monet a sosit la Pourville la 15 februarie 1882 și a pictat peisajele de pe coasta Normandiei în următoarele două luni. A locuit acolo la Hotelul A la Renommée des Galettes, care era afiliat unui restaurant. Proprietarul era bucătarul alsacian Paul Antoine Graff (1823-1893), cunoscut local ca Le Père Paul, al cărui fel de mâncare special era galettes, adică prăjituri bretone cu crustă. Această reputație a fost reflectată în numele hotelului. Cu o ocazie ulterioară, aceste prăjituri au fost, de asemenea, prezentate în tabloul de natură statică Les Galettes a lui Monet (aflată acum în colecție privată).
În ziua sosirii sale, Monet a descris într-o scrisoare către partenera sa/menajera Alice Hoschedé regretul său că nu a venit mai devreme la Pourville. L-a descris pe Père Paul ca fiind un bucătar excelent și a fost mulțumit de cazare: „Peisajul este foarte frumos... nu se putea fi mai aproape de mare, așa cum sunt eu acum, direct pe plajă, valurile ajung până la subsolul casei noastre.” În afară de portretul domnului Graff, Monet a pictat și un portret al doamnei Graff. Tabloul La Mère Paul (Fogg Art Museum, Cambridge, Massachusetts) o prezintă pe doamna Graff în haine închise la culoare alături de credinciosul ei terrier Follette. Ambele tablouri ale cuplului Graff au fost create probabil ca o recunoaștere a lui Monet pentru ospitalitatea lor.

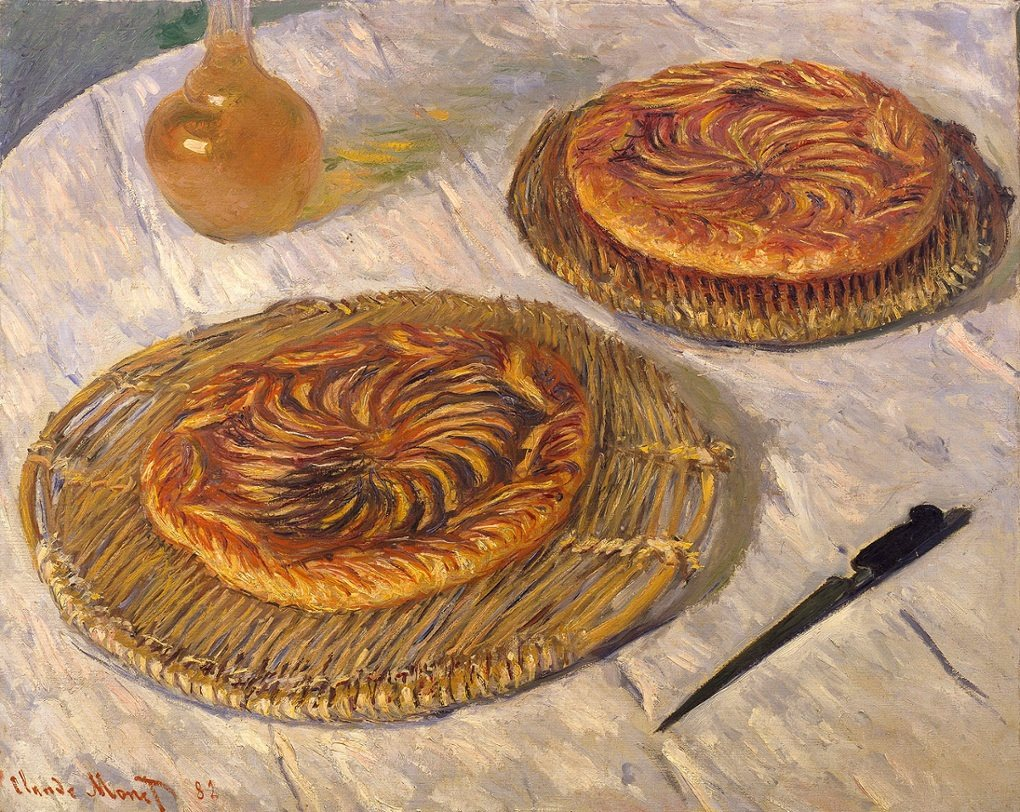
Claude Monet: Les Galettes, 1882
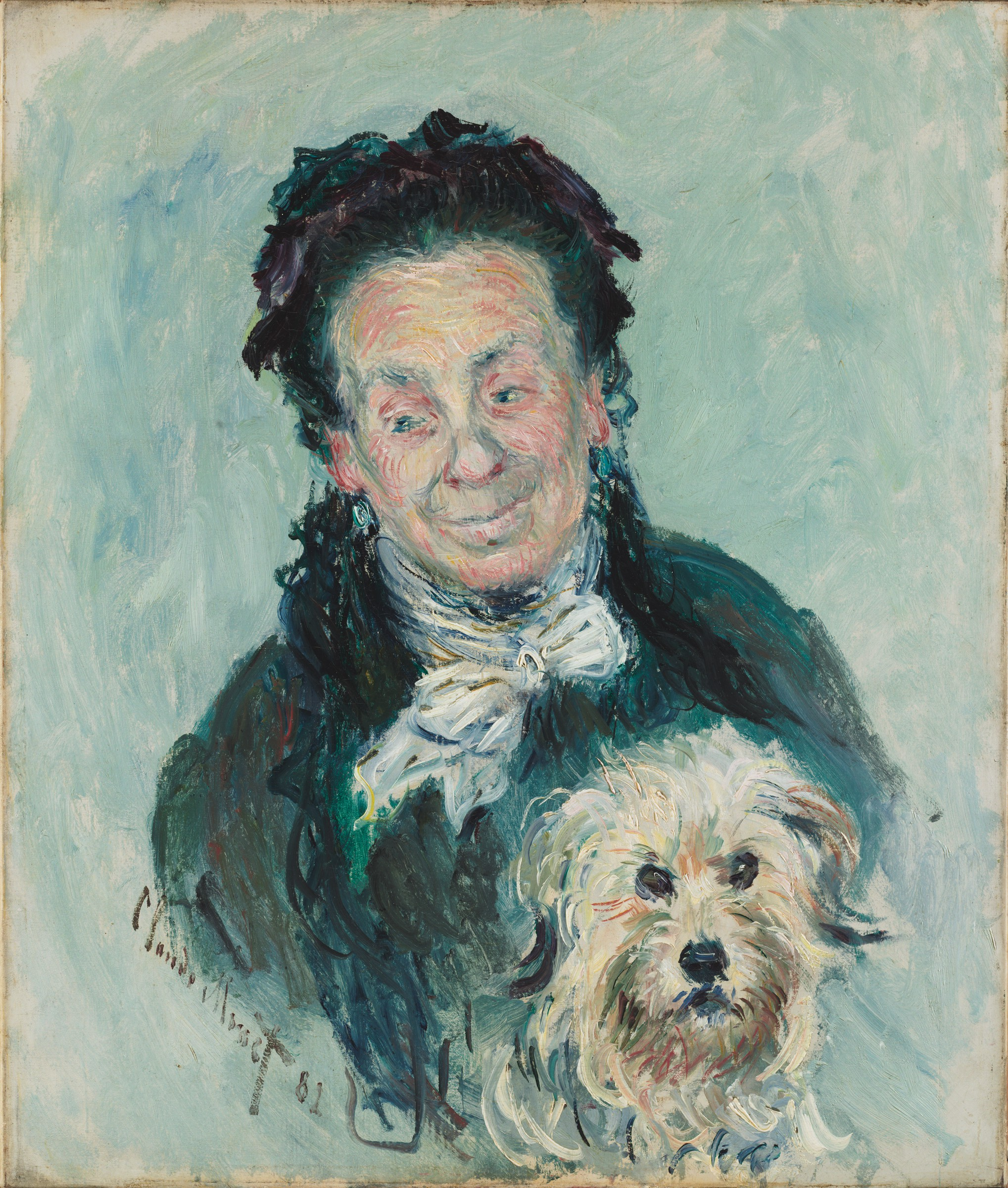
Claude Monet: La Mère Paul, 1882

Portretul lui Père Paul și La Mère Paul sunt două dintre puținele portrete pe care Monet le-a pictat după moartea primei sale soții, Camille, în 1879. Alte tablouri sunt cele ale fiului său, Michel Monet purtând o căciulă din 1880 și autoportretele sale din 1886 și 1917. În afară de picturile familiei Graff și ale propriei sale familii, Monet a pictat și un portret al pescarului Poly (Musée Marmottan Monet, Paris) în 1886. Pescarul Poly, cu barba sa plină și trăsăturile caracteristice ale feței, prezintă o oarecare asemănare cu Père Paul, așa cum este prezentat în Portretul lui Père Paul. Melissa MacQuillan a remarcat în portretul lui Graff și în tabloul lui Poly o exagerare aproape fizionomică, care amintește de primele sale lucrări de caricaturist din tinerețe. Criticul de artă Richard R. Brettell face, de asemenea, o comparație între Portretul lui Père Paul și desenele ironice din adolescența lui Monet[6]. Câteva dintre aceste caricaturi există de la sfârșitul anilor 1850, de exemplu tabloul Mario Uchard (Art Institute of Chicago).

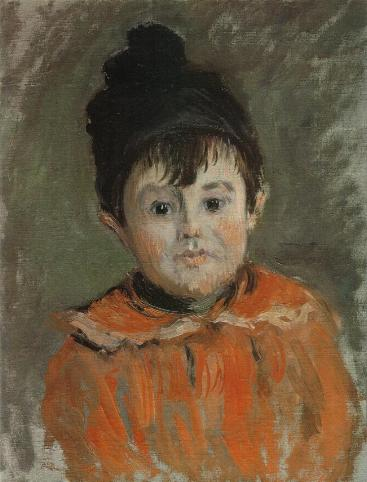
Claude Monet: Michel Monet purtând o căciulă, 1880
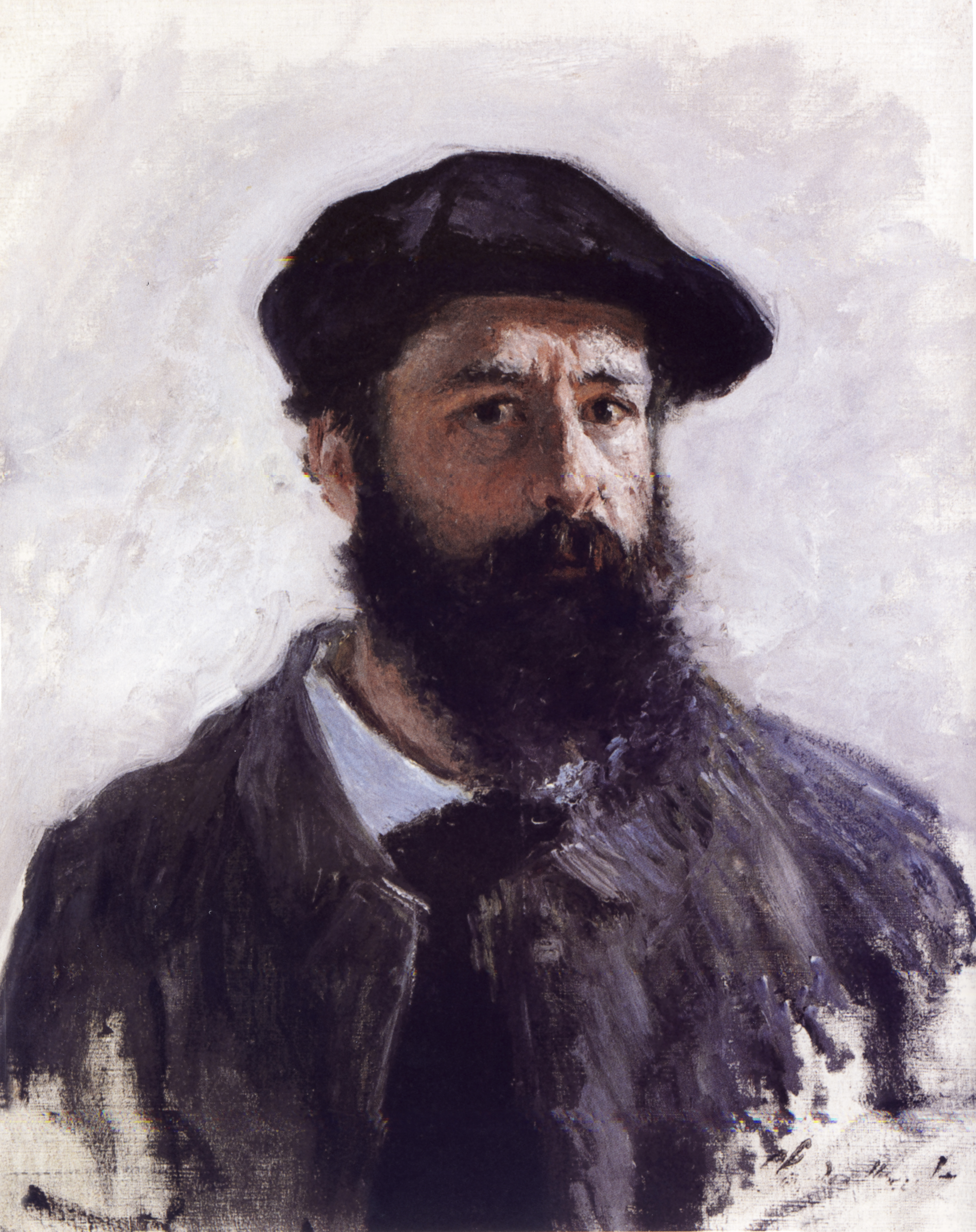
Claude Monet: Autoportret, 1886
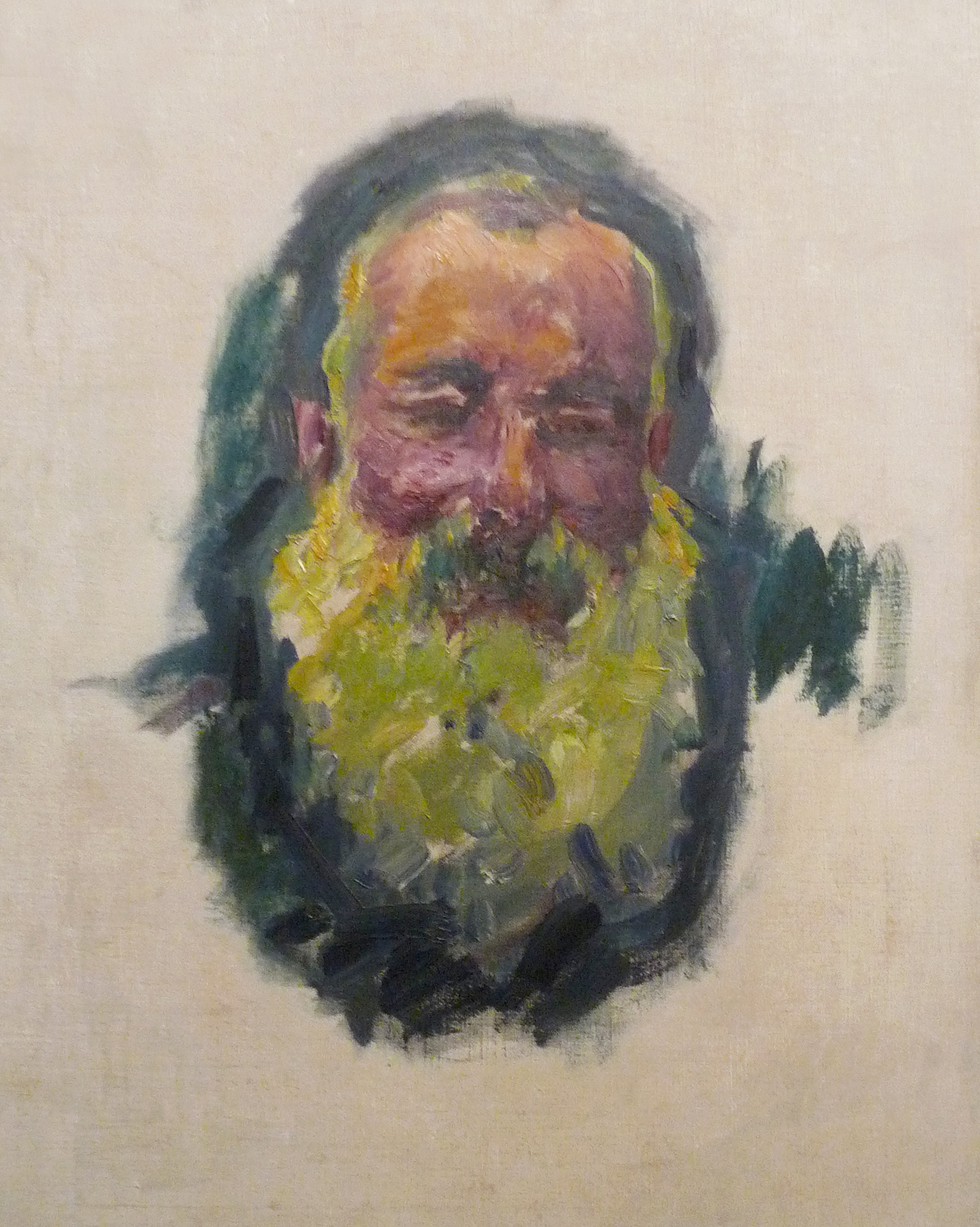
Claude Monet: Autoportret, 1917
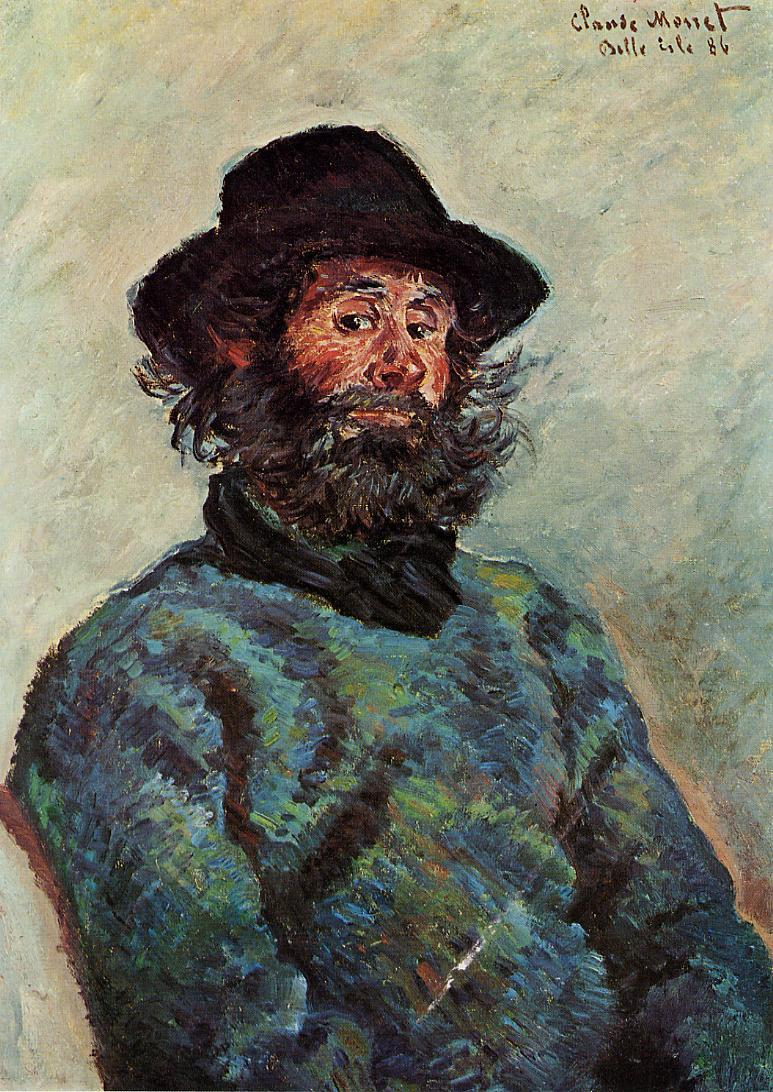
Claude Monet: Poly, 1886
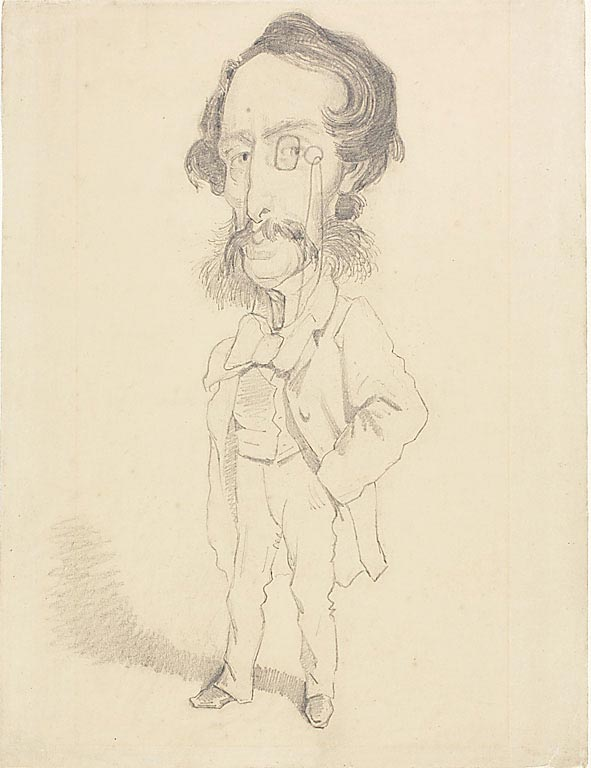
Claude Monet: Mario Uchard, 1858

### Literatură
- Bärbel Holaus, Elisabeth Hülmbauer and Claudia Wöhrer: Kunst des 19. Jahrhunderts. Bestandskatalog der Österreichischen Galerie des 19. Jahrhunderts. Volume 3 L–R, Österreichische Galerie Belvedere und Brandstetter, Vienna 1998, ISBN: 3-85447-765-1.
- Österreichische Galerie (Hrsg.): Französische Kunst in der Österreichischen Galerie in Wien, Sammlungskatalog der Galerie des 19. Jahrhunderts. Galerie Welz, Salzburg 1991, ISBN: 3-85349-156-1.
- Melissa MacQuillan: Porträtmalerei der französischen Impressionisten. Rosenheimer Verlagshaus, Rosenheim 1986, ISBN: 3-475-52508-9.
- Richard R. Brettell: Impression, painting quickly in France, 1860–1890. Yale University Press, New Haven 2000, ISBN: 0-300-08447-1.
- Daniel Wildenstein: Monet : catalogue raisonné, Nos. I-968,  Wildenstein Institute, Paris und Taschen, Cologne 1996, ISBN: 3-8228-8759-5.